# 살바토레 코코

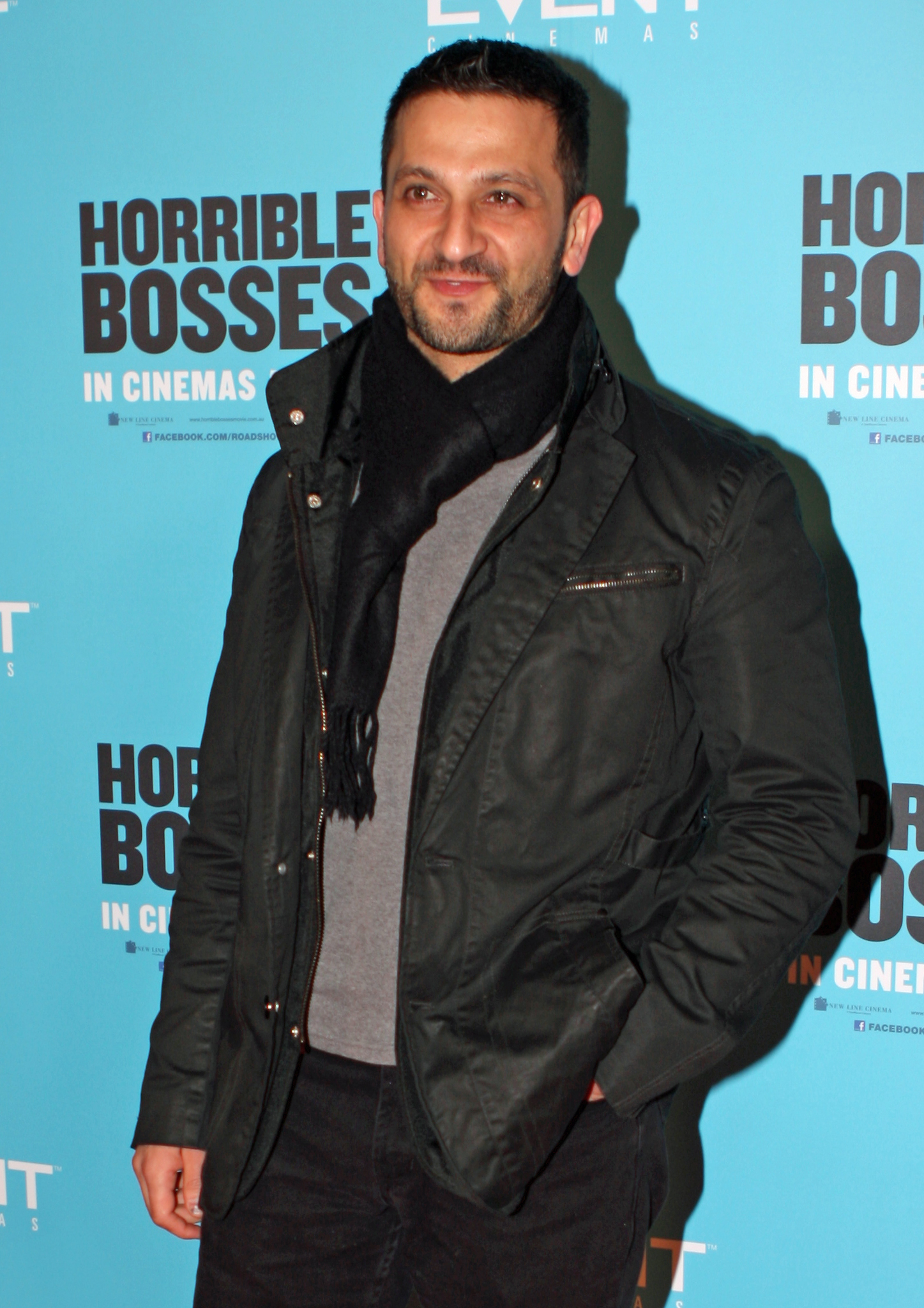

살바토레 코코(Salvatore Coco, 1975년 4월 22일 ~ )는 오스트레일리아의 배우이다.
시드니에서 태어났다.

## 영화
- 뎁스 (2013년)
- 러브 마이 웨이 (2004년)
- BlackJack: Sweet Science (2004)
- 남태평양 (2001년)
- 알리브란디를 찾아서 (2000년)
- 탭탭탭 (2000, Bootmen)
- 투 핸즈 (1999년)
- 헤븐스 버닝 (1997년)